# 桑德拉·塞普尔韦达
桑德拉·米莱娜·塞普尔韦达·洛佩拉（西班牙語：Sandra Milena Sepúlveda Lopera；1988年3月3日—），哥伦比亚女子职业足球运动员，司职守门员，目前效力于麦德林独立俱乐部和哥伦比亚国家女子足球队。她曾代表哥伦比亚参加2024年夏季奥林匹克运动会女子足球比赛。